# Sinabelkirchen
Sinabelkirchen ist eine Marktgemeinde mit 4485 Einwohnern (Stand 1. Jänner 2024) im steirischen Bezirk Weiz und im Gerichtsbezirk Weiz.

## Geografie
Sinabelkirchen liegt im Ilztal mitten im oststeirischen Hügelland. Der Hauptort liegt 34 Kilometer östlich der Landeshauptstadt Graz an der Süd Autobahn A 2 (exit 150) und an der Gleisdorfer Straße B 65, 22 Kilometer westlich von Fürstenfeld.
Die Gemeinde hat eine Fläche von 37,09 Quadratkilometer. Davon sind 53 Prozent landwirtschaftliche Nutzfläche und 34 Prozent Wald.

### Gemeindegliederung
Die Marktgemeinde Sinabelkirchen umfasst zehn Katastralgemeinden auf einer Fläche von 37,09 km² und gliedert sich in neun Ortschaften (in Klammern: Fläche Stand 31. Dezember 2023 bzw. Einwohnerzahl Stand 1. Jänner 2024):
- Egelsdorf (619,65 ha; 575 Ew.) samt Egelsdorf Nord und Egelsdorfberg
- Frösauberg (72,85 ha) und Frösaugraben (452,93 ha); Frösau (284 Ew.) samt Pernau und Petersgraben
- Fünfing bei Gleisdorf (437,6 ha; 193 Ew.) samt Kaltenbrunnberg und Pamerwald
- Gnies (392,7 ha; 727 Ew.) samt Hochleiten, Lugendorf und Marbach
- Nagl (83,52 ha; 92 Ew.)
- Obergroßau (442,03 ha; 461 Ew.) samt Käferberg, Neuberg und Obergroßauberg
- Sinabelkirchen (227,32 ha; 1006 Ew.) samt Kaiserberg und Lugendorf
- Untergroßau (406,81 ha; 804 Ew.) samt Hart, Hochrosenberg und Untergroßauberg
- Unterrettenbach (573,53 ha; 343 Ew.) samt Forstberg, Kliem und Stallbach

### Nachbargemeinden
| Ilztal                 |                                             | Gersdorf an der Feistritz |
| Gleisdorf              | Kompassrose, die auf Nachbargemeinden zeigt | Ilz (HF)                  |
| Hofstätten an der Raab | Markt Hartmannsdorf                         |                           |

## Geschichte
Besiedlung
Die ältesten Spuren menschlicher Besiedlung sind die römerzeitlichen Funde in Gnies und Obergroßau. Eine nachweisbare Rodung des Sinabelkirchener Bodens erfolgte erst im 12. Jahrhundert. Obwohl durch Orts- und Flussnamen anzunehmen ist, dass schon die Slawen hier gesiedelt haben.
Als ritterliche Gründungen sind die Orte Egelsdorf (1310 – Eisilio von Landschach), Obergroßau (1477 – Margareta Großauer) und eventuell Fünfing (1410 – Konrad von Fünfing) erstmals genannt. Schon sehr früh, 1175, wurde Untergroßau (Grassa) urkundlich erwähnt. Sinabelkirchen („Synebelchirichen“), Gnies (von Chnieboz = Flussknie) und Frösau (breza = Birke) sind urkundlich 1351 genannt.
Zur Etymologie des Wortes Sinabelkirchen schreibt Lexer: sin-wel, sine-wel, sinbel bedeutet ganz rund. Die Silbe -wel steckt auch heute noch im englischen Wort wheel, das Rad. Bemerkenswert ist auch, dass im Volksmund der Ort immer als Siniwelt bezeichnet wurde und wird. Mit der Bezeichnung ganz rund ist mit Sicherheit nicht die vorhandene Kirche gemeint, der Ursprung weist eher auf eine ehemalige romanische Kirche oder in die vorchristliche Zeit dieses Ortes.
Aus welcher Zeit und woher der Name Unterrettenbach stammt, ist nicht geklärt. Etymologisch gesichert jedoch ist, dass die Silbe -retten- aus dem althochdeutschen riutan kommt und so viel wie urbar machen heißt, das bekannte Wort roden stammt aus derselben Wurzel.
Notzeiten
Vom 15. bis zum Beginn des 18. Jahrhunderts waren es stets die Völker aus dem Osten, die die Lebensgrundlage und Kultur der Bevölkerung bedrohten. 1418 die Ungarn, 1529 die Türken, 1605 die Heiducken, Türken und Awaren und 1704 die Kuruzen verwüsteten das Land, brannten Häuser und Dörfer nieder, verschleppten und töteten die Menschen.
Außerdem bedrohten Krankheiten, vor allem die Pest, das Leben der Menschen. Als Zeugnisse finden wir noch heute die Pestkreuze in Unterrettenbach, Egelsdorf, Gnies und Fünfing.
1782 vernichteten Heuschrecken das Gemeindegebiet und 1805 litt die Bevölkerung unter der Besatzung der Franzosen. 1848 brachte die Bauernbefreiung eine neue Situation für die Bauern, die sich nicht nur positiv auswirkte. Doch auch der Erste Weltkrieg, die bewegte Zwischenkriegszeit und vor allem der Zweite Weltkrieg brachten der Bevölkerung wieder Not, Elend und Existenzprobleme.
Wiederaufbau
Seit dem Zweiten Weltkrieg hat sich die Gemeinde von einer rein landwirtschaftlichen Ausrichtung in eine Gemeinde zum Wirtschaftsstandort, Wohngemeinde und landwirtschaftlicher Spezialisierung gewandelt. 1953 bzw. 1967 wurden die Gemeinden Unterrettenbach, Gnies, Frösau, Untergroßau, Obergroßau, Fünfing und Egelsdorf als Katastralgemeinden zur Großgemeinde Sinabelkirchen zusammengefügt. 1997 feierte Sinabelkirchen die Markterhebung.

### Pfarre

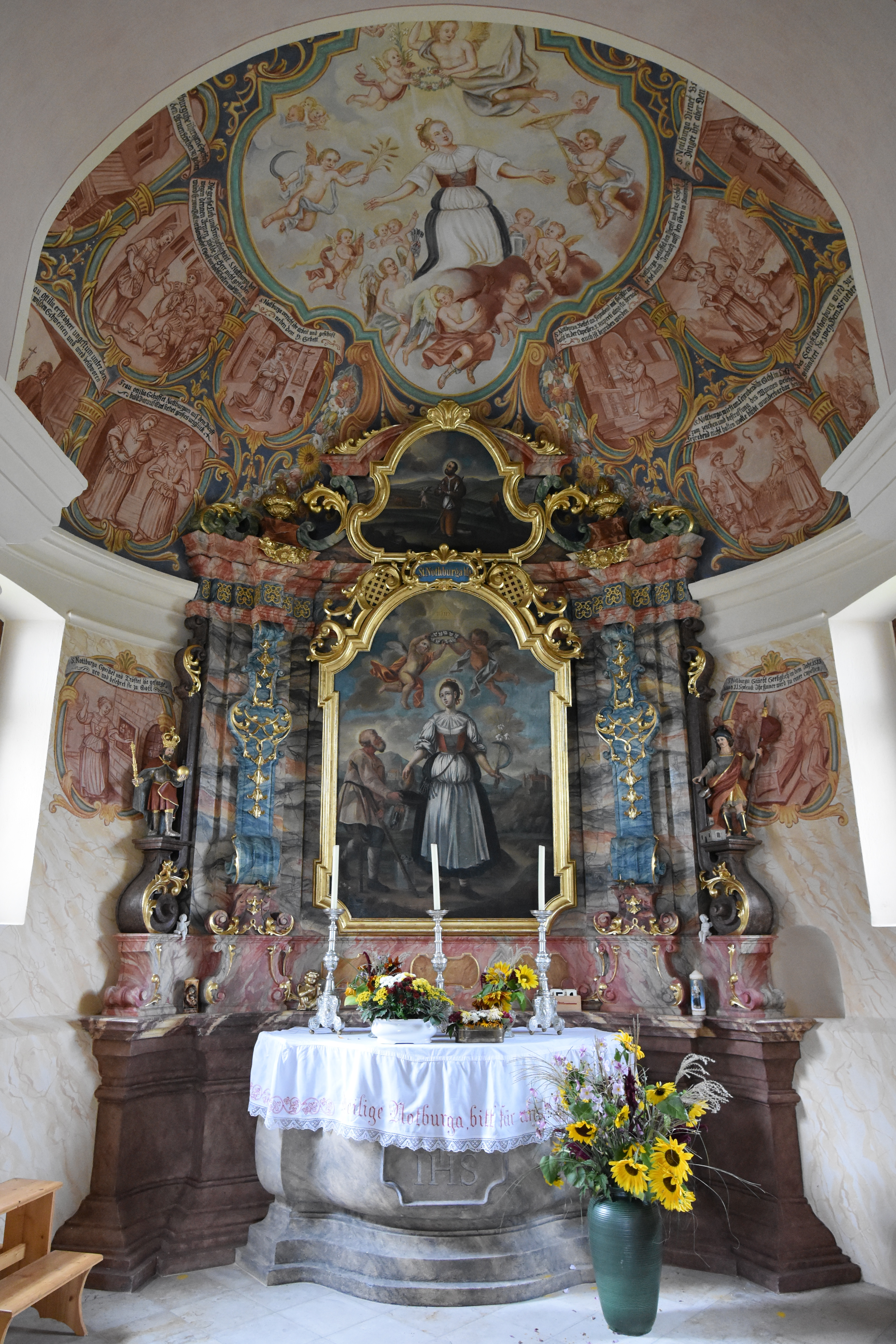
Seitenaltar der Filialkirche Gnies

Obwohl schon über Jahrhunderte reges religiöses Leben existierte war, wurde die Pfarre erst 1729 gegründet. Der Pfarrgründung gingen lange Auseinandersetzungen mit der Hauptpfarre Pischelsdorf voraus. 1551 wurde der Grundstein zum Bau der heutigen Kirche gelegt. Die ursprüngliche Kirche war dem Hl. Patrizius geweiht, heute ist der Hl. Bartholomäus der Pfarrpatron. Neben der Filialkirche Gnies finden sich im ganzen Gemeindegebiet noch zahlreiche Kapellen, Bildstöcke und Wegkreuze.
Pfarrkirche und Pfarrhof wurden in den Jahren 2009/10 von Grund auf renoviert und umgebaut.
Seit einigen Jahren besitzt die Pfarre keinen eigenen Pfarrer mehr, sondern wird von der Pfarre Gleisdorf betreut.

### Bildung
Das genaue Datum einer Schulgründung ist nicht bekannt. So finden wir im Taufbuch 1737, dass dem Oberlehrer Augustin Hertle ein notgetauftes Kind stirbt. Noch vor 1737 wird Johann Hierzer als Lehrer genannt. 1807 besuchen 86 Knaben und 70 Mädchen die einklassige Schule. 1870 wird die Schule zweiklassig (314 Schüler), 1874 dreiklassig, 1895 fünfklassig, 1912 sechsklassig (450 Schüler) und schließlich 1934 neunklassig. Die Unterbringung der Klassen war immer sehr schwierig, weil die zur Verfügung stehenden Gebäude zu klein waren. 1961 wurde ein neues, den Anforderungen der Zeit entsprechendes Schulhaus bezogen. 1997 hatte die Volksschule neun Klassen und die 1962 eröffnete Hauptschule ebenfalls neun Klassen. Die Neue Mittelschule ist eine Notebook-Hauptschule mit elf Notebook-Klassen und damit eine der größten im deutschsprachigen Raum. Dieses Projekt rief der damalige Direktor Anton Tautter 2001 ins Leben.
Ein Jahreskindergarten besteht seit 1980 (zweigruppig) und hatte 1998 vier Gruppen.

### Bevölkerungsentwicklung
| Sinabelkirchen: Einwohnerzahlen von 1869 bis 2024   | Sinabelkirchen: Einwohnerzahlen von 1869 bis 2024 | Sinabelkirchen: Einwohnerzahlen von 1869 bis 2024 | Sinabelkirchen: Einwohnerzahlen von 1869 bis 2024 | Sinabelkirchen: Einwohnerzahlen von 1869 bis 2024 |
| --------------------------------------------------- | ------------------------------------------------- | ------------------------------------------------- | ------------------------------------------------- | ------------------------------------------------- |
| Jahr                                                |                                                   |                                                   |                                                   | Einwohner                                         |
| 1869                                                | 1869                                              |                                                   | 2.583                                             | 2.583                                             |
| 1880                                                | 1880                                              |                                                   | 2.671                                             | 2.671                                             |
| 1890                                                | 1890                                              |                                                   | 2.699                                             | 2.699                                             |
| 1900                                                | 1900                                              |                                                   | 2.773                                             | 2.773                                             |
| 1910                                                | 1910                                              |                                                   | 2.936                                             | 2.936                                             |
| 1923                                                | 1923                                              |                                                   | 2.818                                             | 2.818                                             |
| 1934                                                | 1934                                              |                                                   | 3.022                                             | 3.022                                             |
| 1939                                                | 1939                                              |                                                   | 2.985                                             | 2.985                                             |
| 1951                                                | 1951                                              |                                                   | 2.954                                             | 2.954                                             |
| 1961                                                | 1961                                              |                                                   | 2.940                                             | 2.940                                             |
| 1971                                                | 1971                                              |                                                   | 3.172                                             | 3.172                                             |
| 1981                                                | 1981                                              |                                                   | 3.261                                             | 3.261                                             |
| 1991                                                | 1991                                              |                                                   | 3.551                                             | 3.551                                             |
| 2001                                                | 2001                                              |                                                   | 3.799                                             | 3.799                                             |
| 2011                                                | 2011                                              |                                                   | 4.058                                             | 4.058                                             |
| 2021                                                | 2021                                              |                                                   | 4.461                                             | 4.461                                             |
| 2024                                                | 2024                                              |                                                   | 4.485                                             | 4.485                                             |
| Quelle(n): Statistik Austria, Gebietsstand 1.1.2021 |                                                   |                                                   |                                                   |                                                   |

## Kultur und Sehenswürdigkeiten

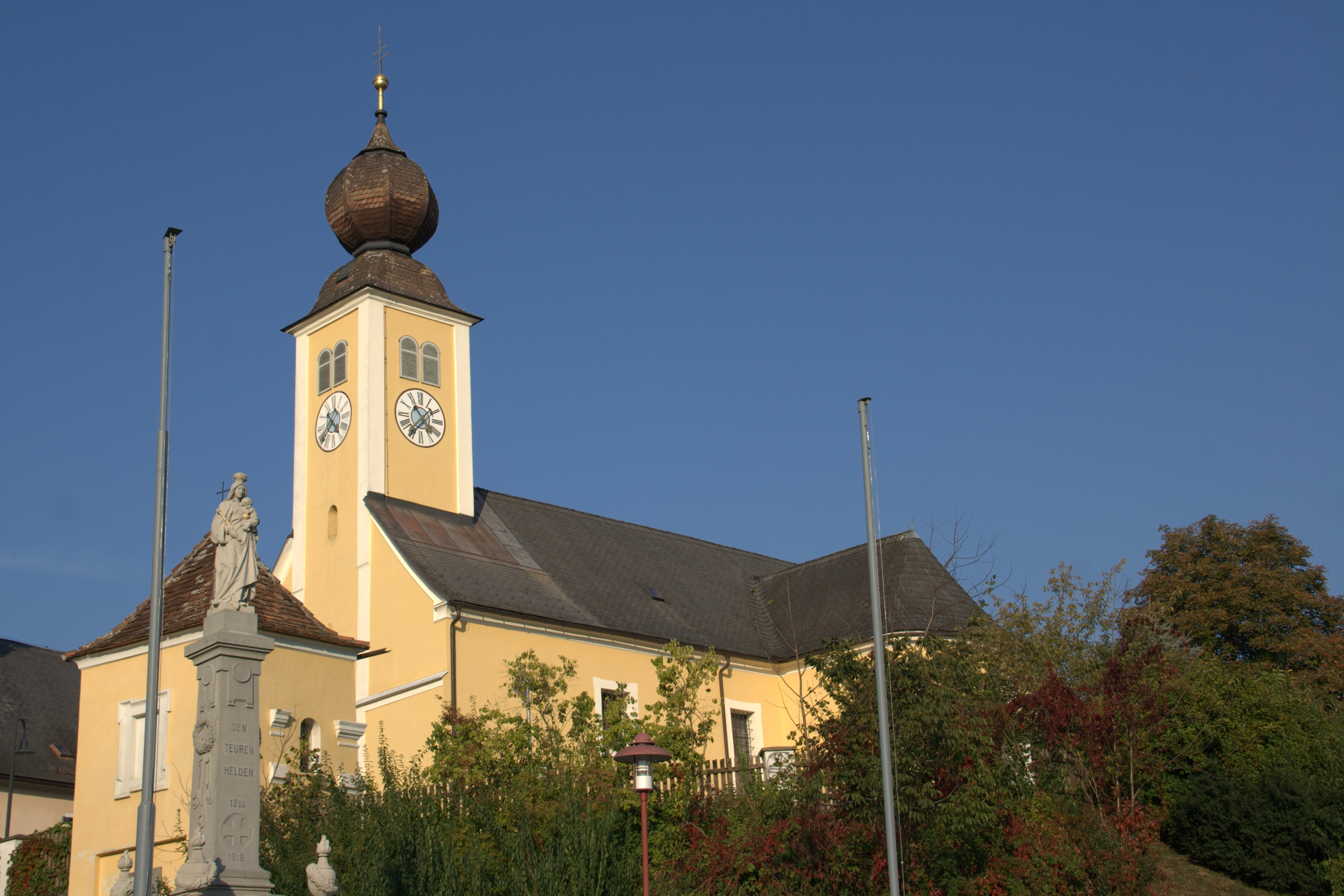
Pfarrkirche Sinabelkirchen

- Katholische Pfarrkirche Sinabelkirchen hl. Bartholomäus
- Büchertankstelle: Im Gewerbepark Untergroßau/Hörmann-Center wurde eine, von der Telekom zur Verfügung gestellte, alte Telefonzelle zu einem kleinen Buchladen umgebaut. Die Entlehnung ist kostenlos. Die Idee wurde vom Verein RUNDUMkultur in Zusammenarbeit mit der Öffentlichen Bücherei umgesetzt. Regelmäßige Wartung bzw. Nachbesetzung halten den Buchbestand attraktiv. Somit wird das Lesen im öffentlichen Raum für Jung und Alt leicht zugänglich gemacht.

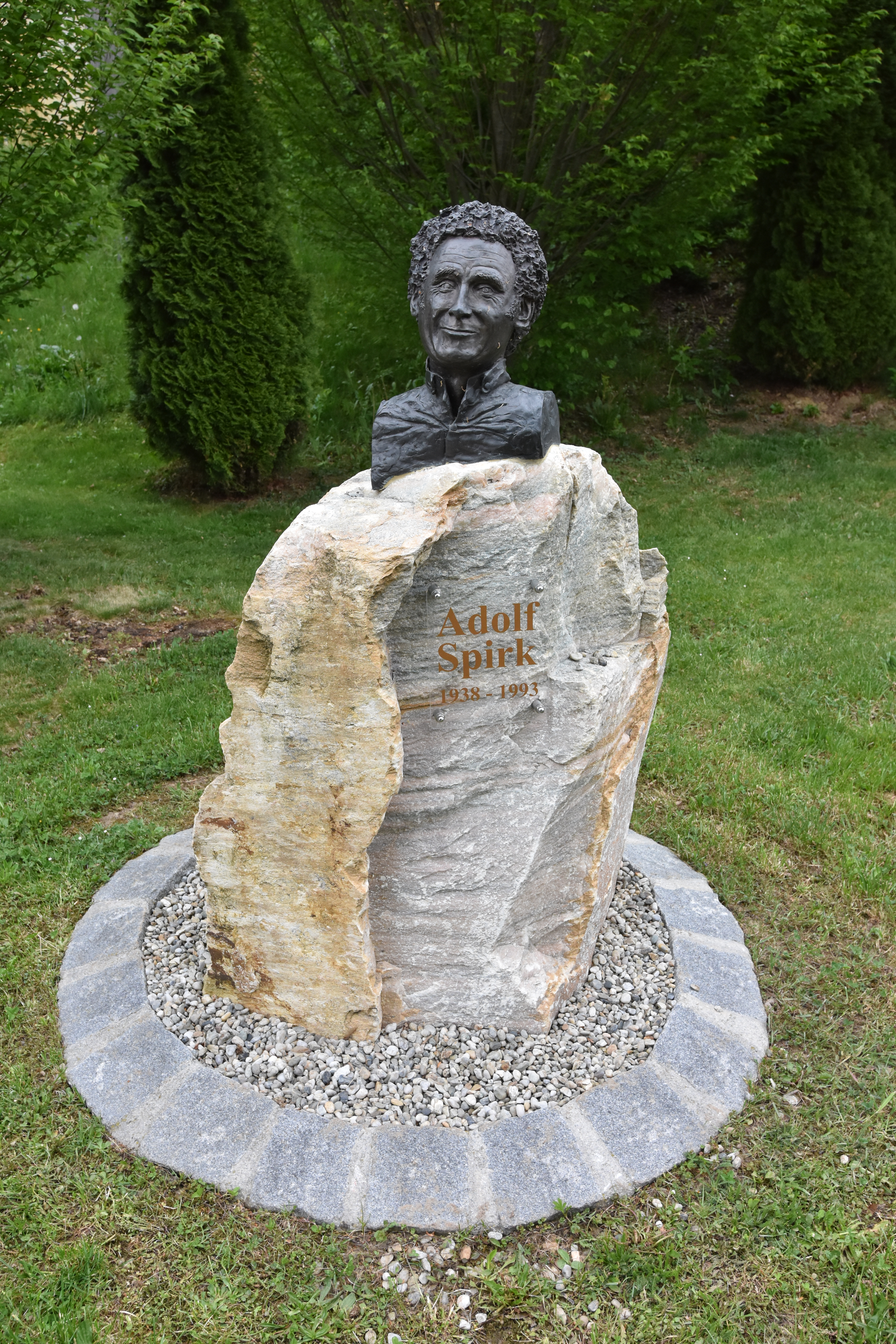
Adolf Spirk Denkmal

- Adolf Spirk Gedenkstein: Anlässlich des 20. Todestages des heimischen Künstlers und Malers Adolf Spirk am 19. Oktober 2013, fand eine Gedenkausstellung statt. Im Zuge dessen wurde auch ein Gedenkstein mit Büste enthüllt. Diese findet sich im Ortszentrum hinter dem Kriegerdenkmal.

### Vereine
- Der Verein RUNDUM-Kultur wurde im Jänner 2011 gegründet. Der Verein steht für die Übermittlung von kulturellen und ideellen Werten an die Bevölkerung. Weiteres Ziel ist auch, jungen und vor allem relativ unbekannten Künstlern eine Bühne zu bieten.
- Der Musikverein (gegründet 1921) kann auf eine Musiktradition (Kirchenmusik) bis in die zweite Hälfte des 18. Jahrhunderts verweisen.
- Der Männergesangverein besteht mit Unterbrechungen seit 1891 und der Frauenchor seit 1977.
- Seit 1987 gibt es eine Volkstanzgruppe.
- Der Kameradschaftsbund wurde 1919 nach dem Ersten Weltkrieg gegründet.
- 1956 wurde ein Sportverein ins Leben gerufen, der über die Sektionen Fußball (seit 1962), Basketball (seit 1975), Damenturnen (seit 1974), Eisschützen (seit 1977) und Tennis (seit 1986) verfügt.
- Der Bienenzuchtverein besteht seit Beginn des 20. Jahrhunderts, wie Zeitungsberichte nachweisen. Das genaue Gründungsjahr fehlt.
- Die Theatertradition reicht auch in den Anfang des 20. Jahrhunderts zurück. Seit 1976 gibt es die Laienspielgruppe Sandkorn als Theaterverein.
- Seit 1984 gibt es einen Wanderverein und der Elternverein besteht seit 1978.
- Seit 1990 gibt es die Dorfgemeinschaft Frösau mit dem Obmann Hutter Peter jun.
- Daneben gibt es noch einige Jagdgesellschaften, Sparvereine und Fischervereine. Der Fischerverein Gnies wurde um 1969 gegründet.

## Wirtschaft und Infrastruktur
In den letzten Jahren entwickelte sich Sinabelkirchen, vor allem Untergroßau, zu einem Standort regionaler und überregionaler Firmen.

### Wirtschaftssektoren
Von den 230 landwirtschaftlichen Betrieben des Jahres 2010 wurden 49 im Haupt-, 171 im Nebenerwerb, 9 von Personengemeinschaften und 1 von einer juristischen Person geführt. Im Produktionssektor arbeiteten 255 Erwerbstätige im Bereich Herstellung von Waren und 161 in der Bauwirtschaft. Die wichtigsten Arbeitgeber des Dienstleistungssektors waren die Bereiche Verkehr (180), soziale und öffentliche Dienste (130) und Handel (127 Mitarbeiter).
| Wirtschaftssektor            | Anzahl Betriebe | Anzahl Betriebe | Anzahl Betriebe | Erwerbstätige | Erwerbstätige | Erwerbstätige |
| Wirtschaftssektor            | 2021            | 2011            | 2001            | 2021          | 2011          | 2001          |
| ---------------------------- | --------------- | --------------- | --------------- | ------------- | ------------- | ------------- |
| Land- und Forstwirtschaft 1) | 106             | 230             | 298             | 162           | 129           | 134           |
| Produktion                   | 59              | 48              | 29              | 996           | 516           | 226           |
| Dienstleistung               | 205             | 155             | 81              | 797           | 525           | 371           |

1) Betriebe mit Fläche in den Jahren 2010 und 1999, Arbeitsstätten im Jahr 2021
| Im Jahr 2011 lebten 2151 Erwerbstätige in Sinabelkirchen. Davon arbeiteten 544 in der Gemeinde, rund drei Viertel pendelten aus. Von den umliegenden Gemeinden kamen 626 Menschen zur Arbeit nach Sinabelkirchen. In Sinabelkirchen befinden sich eine Volksschule und eine Mittelschule. | Hier fehlt eine Grafik, die leider im Moment aus technischen Gründen nicht angezeigt werden kann. Wir arbeiten daran! |

### Öffentliche Einrichtungen
- Post: Über ein Postamt verfügt Sinabelkirchen seit 1871. 1909 wurde der erste Landzustelldienst eingerichtet und 1914 wurde die Postkutsche durch den Postbus ersetzt. 1921 bekam Sinabelkirchen die erste öffentliche Sprechstelle. Durch die Rationalisierung der Post AG wird der Raum Sinabelkirchen seit einigen Jahren vom Postzentrum Gleisdorf betreut. In Sinabelkirchen gibt es nur noch den Postschalter ohne eigene Postzusteller.
- Am 28. November 2006 ist das Postamt bzw. der Postschalter aus Sinabelkirchen-Ort in den Gewerbepark Untergroßau (Sparmarkt-Pratscher) übersiedelt. Seit Ende 2010 ist das eigenständige Postamt geschlossen und seitdem ist der Sparmarkt Pratscher Postpartner.
- Polizei: 1919 erhielt Sinabelkirchen einen eigenen Gendarmerieposten, vorher war der Posten Markt Hartmannsdorf zuständig. Der Gendarmerieposten wurde im Jahr 2004 im Zuge einer Verwaltungsreform geschlossen, seitdem ist wieder der Posten Markt Hartmannsdorf (seit 2005 der Polizei) für Sinabelkirchen zuständig.
- Feuerwehr: In der Marktgemeinde gibt es fünf Freiwillige Feuerwehren, die über je ein eigenes Feuerwehrhaus, Fuhrpark und entsprechende Ausstattung verfügen. Diese Feuerwehren bestehen in:
  - Sinabelkirchen (seit 1883),
  - Gnies (seit 1894),
  - Obergroßau (seit 1912),
  - Untergroßau (seit 1948) und
  - Egelsdorf (seit 1949).

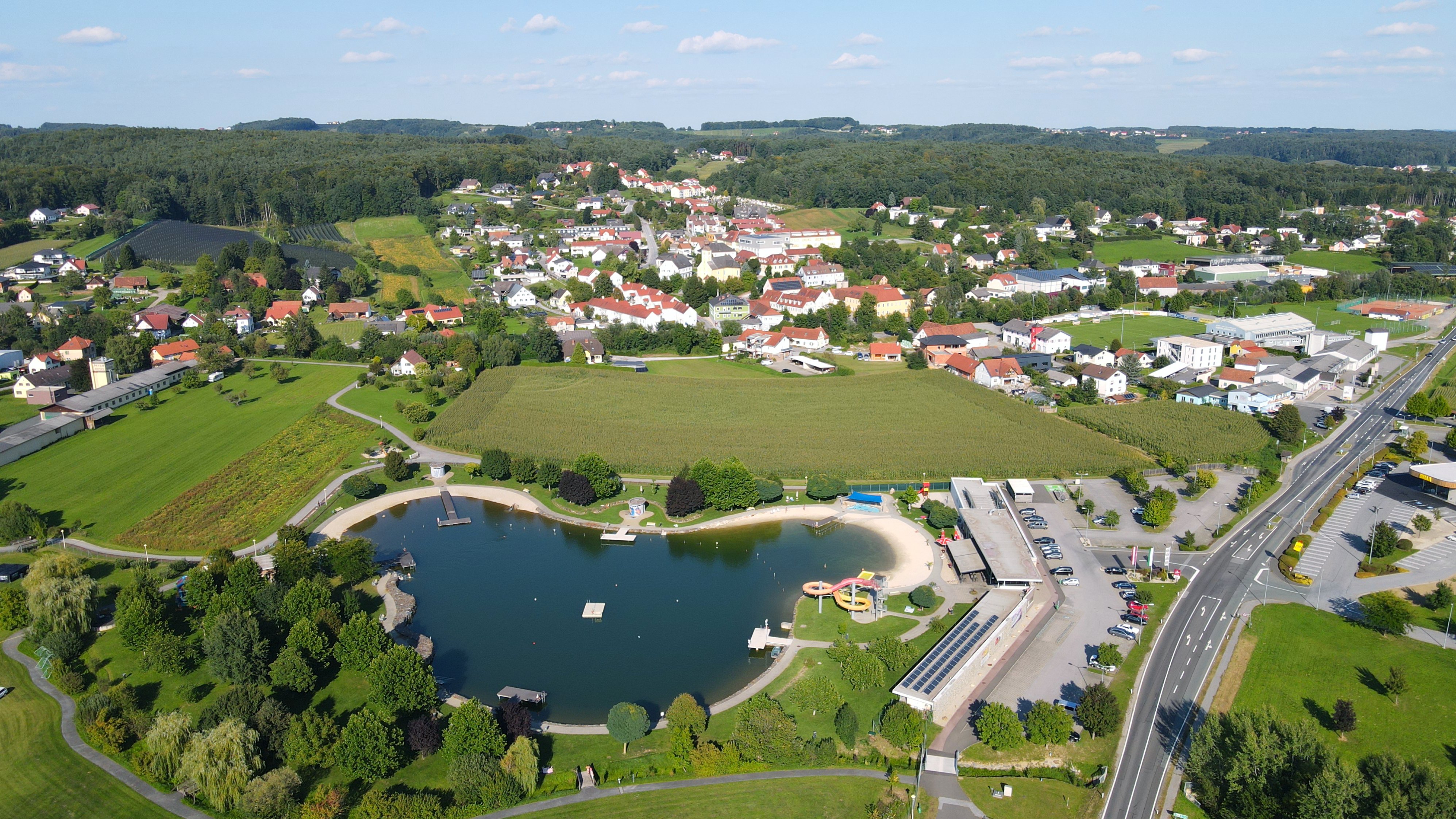
Sinabelkirchen mit der Bade- und Freizeitanlage „Siniwelt“ im Vordergrund

- Banken: Einen Postsparkassenverein gab es seit 1883, die Raiffeisenbank Gnies seit 1896 (1971 Verschmelzung mit Sinabelkirchen), die Raiffeisenbank Sinabelkirchen seit 1898 und die Sparkasse seit 1993. Die Sparkasse ist jedoch keine eigenständige Bank, sie ist eine Filiale der Steiermärkischen in Gleisdorf.
- Kulturhalle: Im Jahr 2001 wurde die Sport- und Kulturhalle eröffnet, die den Schulen als Sporthalle dient, aber auch als Veranstaltungshalle zur Verfügung steht.
- Bade- und Freizeitanlage: Im Jahr 2004 wurde die Bade- und Freizeitanlage SINIWELT errichtet. Anders als in öffentlichen Bädern in der Umgebung ist Siniwelt ein Bad mit künstlichem Teich und daher chlorfrei.

## Politik

### Gemeinderat
Der Gemeinderat hat 21 Mitglieder.
- Mit den Gemeinderatswahlen in der Steiermark 1995 hatte der Gemeinderat folgende Verteilung: 10 ÖVP, 9 SPÖ und 2 FPÖ.[14]
- Mit den Gemeinderatswahlen in der Steiermark 2000 hatte der Gemeinderat folgende Verteilung: 8 ÖVP, 12 SPÖ und 1 FPÖ – Die Grünen erreichten kein Mandat.[14]
- Mit den Gemeinderatswahlen in der Steiermark 2005 hatte der Gemeinderat folgende Verteilung: 5 ÖVP, 14 SPÖ, 1 FPÖ und 1 Unabhängige Gemeinde Liste.[15]
- Mit den Gemeinderatswahlen in der Steiermark 2010 hatte der Gemeinderat folgende Verteilung: 7 ÖVP, 12 SPÖ, 1 FPÖ und 1 GRÜNE.[16]
- Mit den Gemeinderatswahlen in der Steiermark 2015 hatte der Gemeinderat folgende Verteilung: 11 ÖVP, 7 SPÖ, 2 FPÖ und 1 GRÜNE.[17]
- Mit den Gemeinderatswahlen in der Steiermark 2020 hatte der Gemeinderat folgende Verteilung: 16 ÖVP, 2 SPÖ, 2 FPÖ und 1 GRÜNE – Die KPÖ erreichte kein Mandat.[18]

### Bürgermeister
Bürgermeister der Marktgemeinde Sinabelkirchen ist Emanuel Pfeifer (ÖVP).

### Gemeindepartnerschaften
- 1995 wurde die Partnerschaftsurkunde zwischen der südungarischen Gemeinde Schomberg (Somberek) und der Marktgemeinde Sinabelkirchen unterzeichnet.

## Persönlichkeiten
- Schiffkowitz (* 1946, bürgerlich Helmut Röhrling), Mitglied des Trios S.T.S., verbrachte seine Kindheit in Sinabelkirchen, daher auch die Erwähnung im Lied „Fürstenfeld“
- Brigitte Bierbauer-Hartinger (* 1961), Angestellte, Politikerin und Mitglied des Bundesrates
- Oliver Haidt (* 1977, bürgerlich Walter Wilfinger), Sieger beim Grand Prix des Schlagers 1998, wohnt in Obergroßau